# 직접추론
직접추론(直接推論)은 하나의 명제를 전제로 하여 다른 개념의 매개 없이, 결론인 새 명제를 바로 이끌어 내는 추론 형식이다. 전체를 이루는 하나의 명제를 결론에서 다른 형식으로 나타낸 경우가 많다. 명제의 변형에 의하는 것과 대당 관계에 의하는 것이 있다.

## 명제의 변형
직접추론을 위해 명제를 변형하는 방법으로는 환위법과 환질법과 대우법 등이 있다.

## 대당 사각형과 명제의 양과질의 순환
|  |

## 같이 보기
- 간접추론
- 삼단논법